# Brzeziczki
Brzeziczki – wieś w Polsce położona w województwie lubelskim, w powiecie świdnickim, w gminie Piaski.
Przez miejscowość przebiega droga krajowa nr .
W latach 1975–1998 miejscowość administracyjnie należała do ówczesnego województwa lubelskiego.
Wieś typu rzędowego położona wzdłuż biegu rzeki Giełczewki.
Wieś jest sołectwem w gminie Piaski. Według Narodowego Spisu Powszechnego Ludności i Mieszkań z roku 2011 wieś miała 176 mieszkańców.

## Historia
Od XIX wieku Brzeziczki to obecna nazwa Brzezic Małych, osady powstałej prawdopodobnie w wieku XVI, zapisy w księgach beneficjów kościelnych wykazują wówczas dwie wsie, w 1529 roku zapisane jako Brzezicze i Brzezycze. W 1531 roku raz wsie występują jako Brzesnicza, drugi raz Brzezice. Istnienie tych dwóch wsi zostało potwierdzone w 1603 roku, kiedy to w parafii Biskupice odnotowano Brzezice Małe (Akta Wizytacyjne Diecezji Lubelskiej 96 380), Z kolei w 1805 roku zapisano Brzezice Wielkie (Akta Wizytacyjne Diecezji Lubelskiej 193 241).

W roku 1787 występują w dokumentach Brzezice Szlacheckie i Brzezice. Na mapach Antona Mayera Heldensfelda z roku 1801 pojawiają się Brzezice Wielkie (39 domów) i Brzezice Małe (28 domów).

Stare Brzezice, zwane także w XVIII wieku szlacheckimi, po przemianowaniu Brzezic Małych na Brzeziczki powróciły do nazwy pierwotnej Brzezice. Tak było wykazane w kolejnych latach spisów, to jest w 1905 i w 1921 roku.